# Thomas Sutton

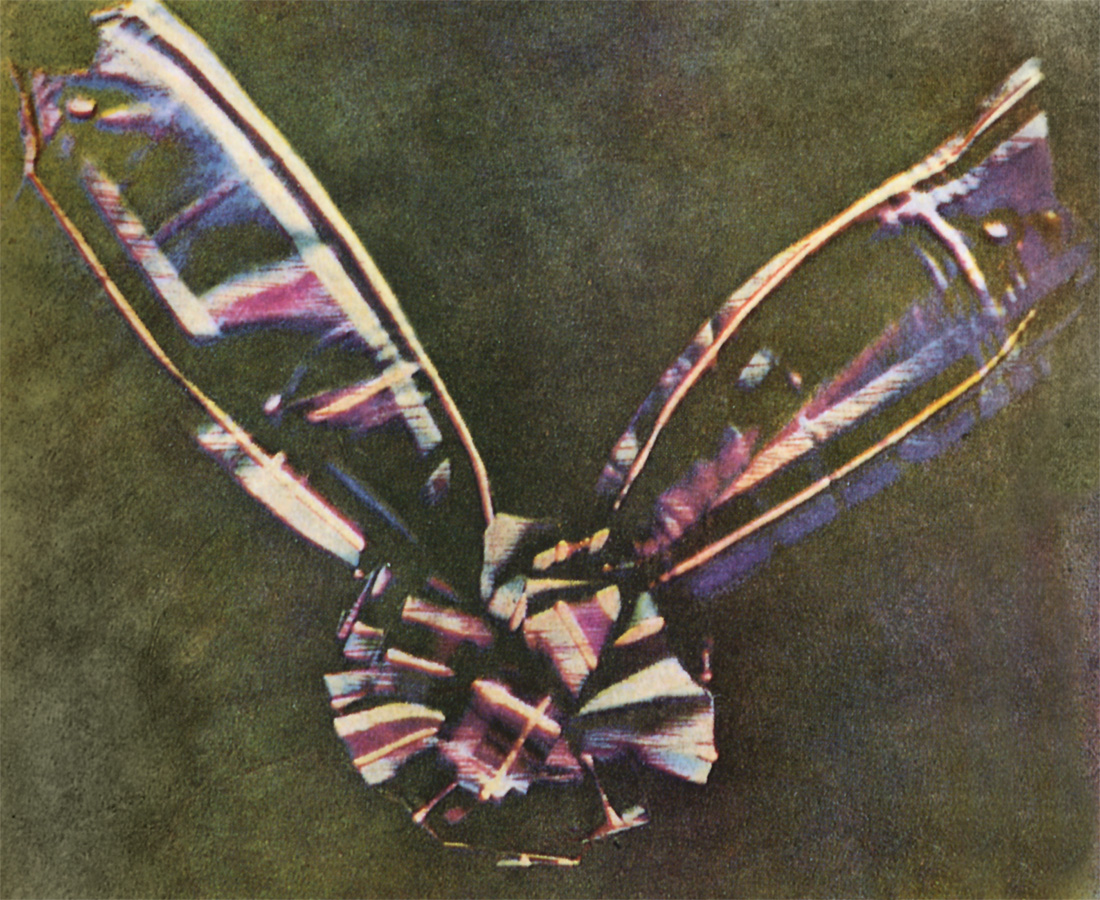
Eerste kleurenfoto, 1861, door James Clerk Maxwell

Thomas Sutton (22 september 1819, Kensington - 19 maart 1875) was een Engels fotograaf die in 1861 octrooi kreeg op het principe van de spiegelreflexcamera. In hetzelfde jaar maakte hij de eerste kleurenfoto volgens het nog steeds toegepaste rood-groen-blauw-principe. Dat deed hij op verzoek van de natuurkundige James Maxwell.
- Gemeinsame Normdatei: 1063917336
- International Standard Name Identifier: 0000 0000 6708 8319
- Library of Congress Control Number: nr88000696
- PIC: 300898
- RKD-Nederlands Instituut voor Kunstgeschiedenis: 381882
- Union List of Artist Names: 500022149
- Virtual International Authority File: 76157803
- WorldCat: E39PBJqfDjcBrDxQCdyHcQCJDq